# Antoni Cieszyński

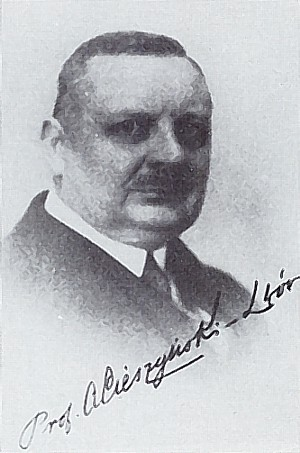
Antoni Cieszyński

Antoni Cieszyński (* 31. Mai 1882 in Oels; † 4. Juli 1941 in Lwów, Polen) war ein polnischer Arzt, Zahnarzt und Chirurg. Er gilt als Begründer der polnischen Zahnmedizin.
Im Jahre 1907 erfand er in München die Halbwinkeltechnik, ein Verfahren der zahnärztlichen Radiologie.
Später war Cieszyński Professor und Leiter des Zahnärztlichen Institutes der Universität Lwów. Außerdem war er Herausgeber polnischer zahnärztlicher Fachzeitschriften.
Er wurde während des Massakers von Lwów zusammen mit 24 anderen polnischen Professoren durch die SS am 4. Juli 1941 ermordet.